# Rybinská přehradní nádrž
Rybinská přehradní nádrž (rusky Рыбинское водохранилище) je přehradní nádrž na území Jaroslavské oblasti, Vologdské oblasti a Tverské oblasti v Rusku. Přehradní jezero má rozlohu 4580 km². Je 110 km dlouhé korytem Volhy, 226 km dlouhé korytem Mology a 328 km dlouhé korytem Šeksny a maximálně 60 km široké. Průměrná hloubka je 5,6 m. Má objem 25,4 km³. Skládá se ze široké centrální části a zálivů, které se zužují vzhůru korytem tří hlavních řek a jsou podle nich pojmenované (Volžský, Moložský a Šeksninský).

## Vodní režim
Přehradní jezero na řekách Volze a Šeksně za hrázemi Rybinské vodní elektrárny bylo naplněno v letech 1941–47. Úroveň hladiny kolísá v rozsahu 4 až 5 m. Reguluje sezónní kolísání průtoku. Využívá se pro energetiku, vodní dopravu. Je součástí Volžsko-baltské vodní cesty. Je zde rozvinuté rybářství. Na břehu leží města Čerepovec, Vesjegonsk, Uglič, Pošechoňje-Volodarsk, Rybinsk. Část vodní plochy je součástí Darvinské rezervace.

### Přítoky
- Volha
- Mologa
- Šeksna
- Siť